# دير القديسة تيريزا الطفل يسوع

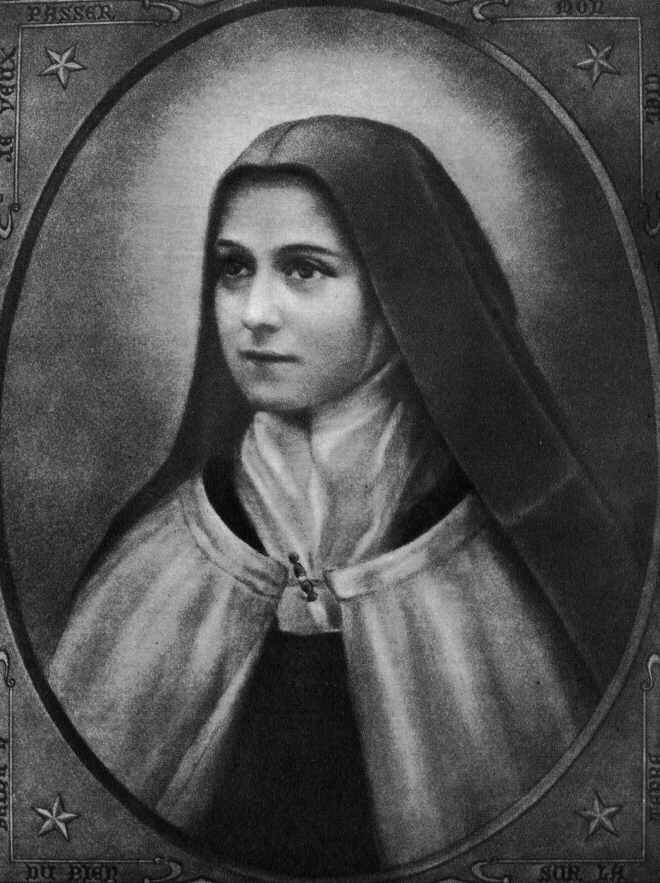
القدّيسة تريزيا الطفل يسوع

دير القدّيسة تريزيا الطفل يسوع هو أول دير في العالم يحمل اسم القديسة تريزيا الطفل يسوع. يقع في بلدة سهيلة اللبنانية التابعة لقضاء كسروان. تم تشييده سنة 1927 على يد الأب جبرائيل الشمالي. 